# Château de Saint Louis de Bocachica
Le château de Saint Louis de Bocachica fut un fort militaire construit par les Espagnols lors de l'époque coloniale sur l'île Tierra Bomba, au large de la ville de Carthagène des Indes. Sa construction débuta en 1646.
Durant la guerre de l'oreille de Jenkins, lors du siège de Carthagène des Indes, les Anglais attaquèrent les Espagnols. Le 13 mai 1741, le château est détruit.
Le château de San Fernando de Bocachica commence à être construit sur les ruines de l'ancien fort dès 1753.